# دگت (میشیگان)
دگت (به انگلیسی: Daggett) یک روستا در ایالات متحده آمریکا است که در شهرستان منومینه، میشیگان واقع شده‌است. دگت ۲٫۸۷ کیلومتر مربع مساحت و ۲۵۸ نفر جمعیت دارد و ۲۱۵ متر بالاتر از سطح دریا واقع شده‌است.